# Benjamin Jones
Benjamin Jones, detto Ben (Leigh, 2 gennaio 1882 – Johannesburg, 20 agosto 1963), è stato un pistard britannico.
Ha vinto tre medaglie olimpiche nel ciclismo su pista, tutte alle Olimpiadi 1908 svoltesi a Londra. In particolare ha vinto una medaglia d'oro nella gara di 5 000 metri maschile, una medaglia d'oro nella gara di inseguimento a squadre maschile e una medaglia d'argento nella 20 km maschile.

## Palmarès
- 1907

Muratti Gold Cup
- 1908

Giochi olimpici, Inseguimento a squadre (con Leon Meredith, Ernie Payne e Clarrie Kingsbury)
Giochi olimpici, 5000 metri
- 1909

Muratti Gold Cup

## Piazzamenti

### Competizioni mondiali
- Campionati del mondo

Berlino 1908 - Velocità dilettanti: 2°
- Giochi olimpici

Londra 1908 - Inseguimento a squadre: vincitore
Londra 1908 - 5000 metri: vincitore
Londra 1908 - 20 chilometri: 2°